# Comuna Klana, Primorje-Gorski kotar
Klana este o comună în cantonul Primorje-Gorski kotar, Croația, având o populație de 1.975 de locuitori (2011).

## Demografie
Componența etnică a comunei Klana
     Croați (94,28%)
     Sloveni (1,42%)
     Sârbi (1,27%)
     Necunoscut (0,46%)
     Neclasificat (2,23%)
Componența confesională a comunei Klana
     Catolici (91,14%)
     Fără religie și atei (3,09%)
     Ortodocși (1,52%)
     Musulmani (1,06%)
     Necunoscută (2,28%)
     Alte religii (0,91%)
Conform recensământului din 2011, comuna Klana avea 1.975 de locuitori. Din punct de vedere etnic, majoritatea locuitorilor (94,28%) erau croați, existând și minorități de sloveni (1,42%) și sârbi (1,27%). Apartenența etnică nu este cunoscută în cazul a 0,46% din locuitori. Din punct de vedere confesional, majoritatea locuitorilor (91,14%) erau catolici, existând și minorități de persoane fără religie și atei (3,09%), ortodocși (1,52%) și musulmani (1,06%). Pentru 2,28% din locuitori nu este cunoscută apartenența confesională.